# Тера Аустралис
Тера Аустралис (лат. Terra Australis, јужна земља) или Тера Аустралис Инкогнита (лат. Terra Australis Incognita, непозната јужна земља) је био теоретски континент који се појављивао на европским мапама од 15. до 18 века.
Овај појам је увео Аристотел. Његове идеје је касније проширио Птолемеј у 1. веку, који је веровао да је Индијски океан на југу затворен копном и да се копно на северној хемисфери требало уравнотежити копном на јужној хемисфери. Током ренесансе, Птолемеј је био главни извор за европске картографе, па се ново копно почело појављивати на њиховим мапама. Иако су географска открића Магелана и Френсиса Дрејка понекад смањивала подручје у ком би се континент могао пронаћи, картографи су задржали Аристотелово мишљење. Научници су доказивали његово постојање наводећи као аргументе да би тамо требало да постоји велика копнена маса као контратежа познатом копну на северу. Обично је то копно приказивано као копно око Јужног пола, али много веће од стварног Антарктика, простирући се далеко на север - посебно у Пацифик. Нови Зеланд, који је Европљанин (Абел Тасман) први угледао пут угледао 1642, је сматран од неких као део тог континента, као и Африка и Аустралија.
Идеју о Тери Аустралис су коначно исправили Метју Флиндерс и Џејмс Кук. 
Кук је опловио Нови Зеланд, доказавши да он не може бити део великог континента. На свом другом путовању он је опловио Земљу на врло великој јужној географској ширини, прешавши на неким местима поларни круг, доказавши да потенцијални јужни континент мора лежати у хладним поларним крајевима. Он се није могао настављату у подручја са умереном климом, као што се мислило раније.
Флиндерс је командовао експедицијом која је истраживала обалу Аустралије 1801. у смеру супротном од казаљке на сату, прошашви Велики корални гребен кроз оно што се данас назива Флиндерсов пролаз и испитавши Карпентеријски залив на северу. Његов брод се насукао на неозначен гребен, али се ипак вратио у Аустралију.